# 5198 Фонгюнваг
5198 Фонгюнваг (5198 Fongyunwah) — астероїд головного поясу, відкритий 16 січня 1975 року.
Тіссеранів параметр щодо Юпітера — 3,196.